# 주부산 베트남 총영사관
주부산 베트남 총영사관(베트남어: Tổng Lãnh sự quán Việt Nam tại Busan)은 베트남이 대한민국 부산광역시에 설치할 총영사관이다. 2025년 9월에 정식 개설될 예정이며 부산광역시 해운대구 벽산e센텀클래스원에 사무실 형태로 마련될 계획이다.

## 역대 총영사
1. 도안프엉란(베트남어: Đoàn Phương Lan, 2025년 ~ 현재)

## 같이 보기

### 일반 주제
- 주한 베트남 대사관
- 대한민국-베트남 관계
- 주베트남 대한민국 대사관
- 주호찌민 대한민국 총영사관
- 주다낭 대한민국 총영사관
- 베트남의 재외공관 목록

### 부산에 설치된 다른 영사관
- 주부산 중국 총영사관
- 주부산 일본 총영사관
- 주부산 러시아 총영사관
- 주부산 카자흐스탄 총영사관
- 주부산 미국 영사관
- 주부산 몽골 영사관
- 주한 타이베이 대표부 부산 사무처